# Aino Ackté

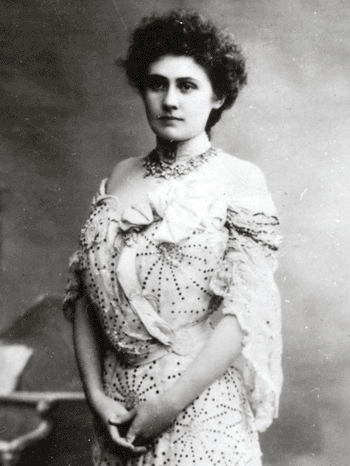
Aino Ackté

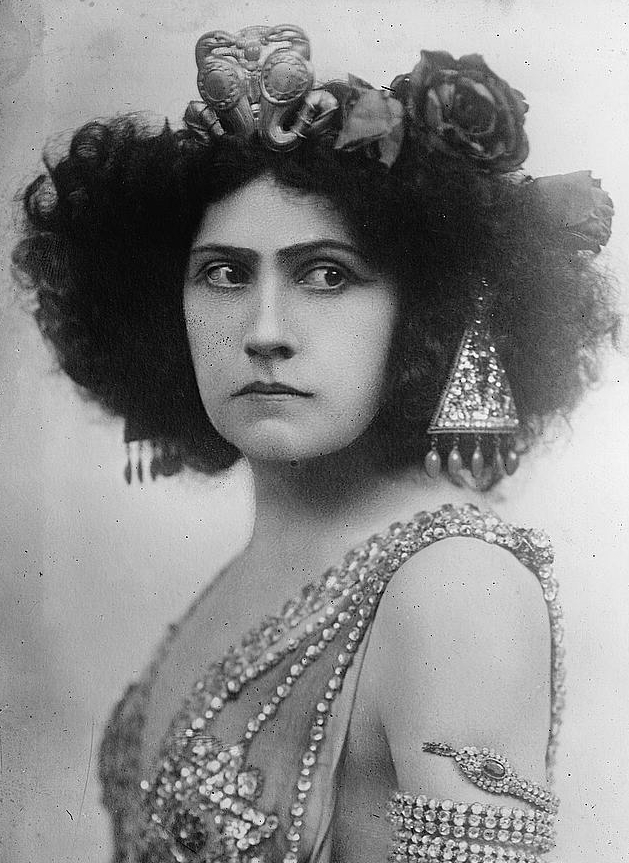
Aino Ackté als Salome

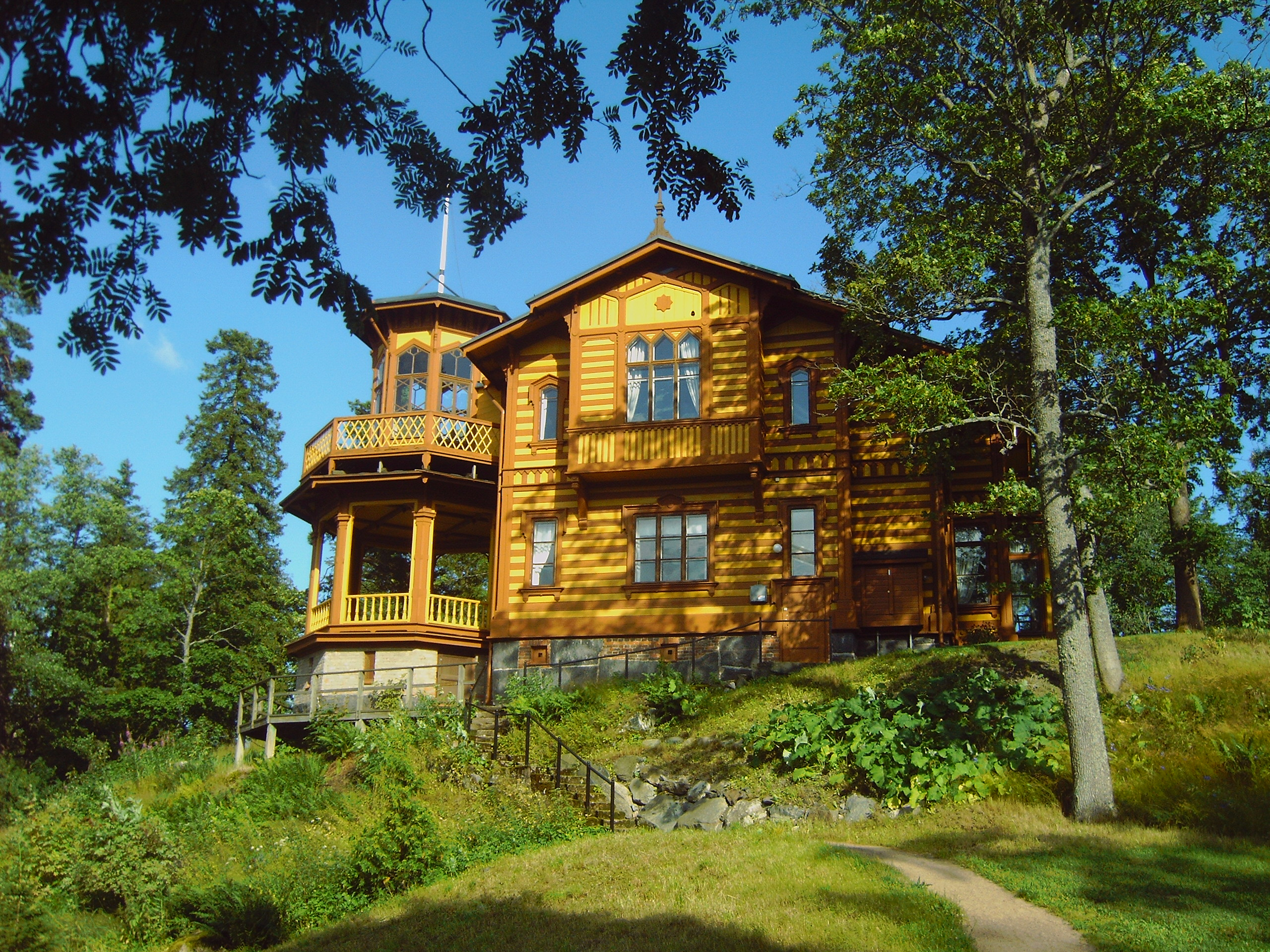
Villa Aino Ackté, Helsinki

Aino Ackté, eigentlich Aino Achté (* 23. Juli 1876 in Helsinki; † 8. August 1944 in Vihti) war eine finnische Opernsängerin (Sopran). In der finnischen Opernszene eine Pionierin, schaffte die Primadonna als Erste auch den internationalen Durchbruch und trat in den bedeutendsten Opernhäusern weltweit auf.

## Leben
Aino Achté wurde 1876 als Tochter der Mezzosopranistin Emmy Achté und des Komponisten und Dirigenten Lorenz Nikolai Achté geboren. Schon früh lernte sie unter der Anleitung ihrer Mutter, die an den Konservatorien von Stockholm, Dresden und Paris studiert hatte, das Singen. 1894 begann auch Aino ein dreijähriges Studium am Pariser Konservatorium. Unterrichtet wurde sie dort unter anderem von Jean Jacques Masset (1811–1903), der schon ihre Mutter unterrichtet hatte. In diese Zeit fällt auch die Änderung ihres Familiennamens von Achté auf Ackté.
1897 hatte sie ihr Debüt an der Opéra National de Paris. Ihre Darstellung der „Marguerite“ in Charles Gounods „Faust“ war erfolgreich, weshalb sie für sechs Jahre (bis 1903) fest an der Oper angestellt wurde. In ihrer Heimat gab es Gerüchte einer Beziehung mit dem Maler Albert Edelfelt, der auch mehrere Porträts von ihr schuf. Allerdings heiratete sie 1901 den Anwalt, Journalisten und späteren Politiker Heikki Renvall, mit dem sie bereits seit 1896 heimlich verlobt war. Am 28. November 1901 brachte sie ihr erstes Kind zur Welt, ihre Tochter Glory, die später durch ihre Tätigkeiten bei Film und Theater bekannt wurde. Die Ehe, die 1908 noch einen Sohn namens Mies (wird Gynäkologe) hervorbrachte, wurde 1917 geschieden. Zwei Jahre später heiratete sie Bruno Jalander, den Landherrn von Uusimaa und späteren Verteidigungsminister Finnlands.
Als 1903 ihr Engagement in Paris ablief, unterschrieb Aino Ackté einen Vertrag an der Metropolitan Opera in New York. Die kulturellen Unterschiede und der verstärkte Wettbewerb machten es ihr jedoch schwer sich einzuleben, weshalb sie nach zwei Jahren nach Europa zurückkehrte, wo sie in den nächsten Jahren hauptsächlich im Covent Garden und auf anderen großen Bühnen in Großbritannien und Deutschland auftrat. Ihr Repertoire umfasste viele Wagner-Opern wie „Die Meistersinger von Nürnberg“, „Lohengrin“ (Elsa von Brabant), „Tannhäuser“ (Elisabeth), „Der Fliegende Holländer“ und „Siegfried“, aber auch Puccinis „Tosca“ und Massenets „Thaïs“. Ihre Lieblingsrolle und gleichzeitig auch ihr größter Erfolg war die Darstellung der „Salome“ in der gleichnamigen Oper von Strauss, unter dessen Anleitung sie die Rolle auch einstudierte und 1910 in Covent Garden erstmals höchst erfolgreich präsentierte. Bei der Uraufführung der Tondichtung Luonnotar (1913) von Jean Sibelius sang sie das Sopran-Solo.
Mit dem Beginn des Ersten Weltkriegs beendete sie ihre internationale Karriere und kehrte nach Finnland zurück. Insgesamt wurden ihre Auftritte immer seltener und 1920 gab sie ihren Abschiedsauftritt. Ihre Aufmerksamkeit wandte sie nun mehr den organisatorischen Belangen der finnischen Opernszene zu. So gründete sie 1911 gemeinsam mit Oskar Merikanto und Edvard Fazer die Finnische Nationaloper („Suomen Kansallisooppera“, ursprünglich „Kotimainen Ooppera“). In ihrer Rolle als Leiterin brachte sie zwar Glamour mit, war jedoch bei den Künstlern nicht besonders beliebt, weshalb sie nach einigen Streitigkeiten mit den anderen Gründern wieder aus dem Projekt ausstieg. Erst 1938 arbeitete sie erneut als Direktorin mit, kündigte aber wegen erneuter Streitereien bereits ein Jahr später wieder ihren Posten.
Nach ihrem ersten Austritt aus dem Projekt „Nationaloper“ begann sie mit der Veranstaltung internationaler Festspiele in der mittelalterlichen Burg Olavinlinna in der finnischen Stadt Savonlinna. Das damals noch Olavinlinna Opernfestspiele genannte Event fand 1912, 1913, 1914, 1916 und nach einer längeren Pause 1930 unter ihrer Leitung statt. 1930 hatte sie bei den Festspielen auch ihren endgültig letzten öffentlichen Auftritt als Sängerin. Sie schrieb »Erinnerungen«, 1917/25.
Im August 1944 starb sie im Alter von 68 Jahren in Vihti an einem Pankreastumor. Sowohl in Savonlinna als auch in Helsinki wurde je eine Straße nach ihr benannt. Ihr Sommerhaus in Helsinki, die Villa Aino Ackté wird von der Stadt für kulturelle Aktivitäten verwendet.